# Hans-Kristian Vittinghus
Hans-Kristian Solberg Vittinghus (Frederikshavn, 16 de enero de 1986) es un deportista danés que compite en bádminton, en la modalidad individual. Ganó dos medallas de bronce en el Campeonato Europeo de Bádminton, en los años 2017 y 2021.

## Palmarés internacional
| Campeonato Europeo | Campeonato Europeo  | Campeonato Europeo | Campeonato Europeo |
| Año                | Lugar               | Medalla            | Prueba             |
| ------------------ | ------------------- | ------------------ | ------------------ |
| 2017               | Kolding (Dinamarca) | Medalla de bronce  | Individual         |
| 2021               | Kiev (Ucrania)      | Medalla de bronce  | Individual         |